# Крчевине (Шипово)
Крчевине су насељено мјесто у општини Шипово, Република Српска, БиХ. Према попису становништва из 1991. у насељу је живјело 160 становника.

## Географија
Село је смјештено између Чифлука, Мујџића и Натпоља, на јужном делу општине Шипово, претежно брдовито, на надморској висини од 790 до 990 m. Крчевине су подељене на два засеока и то Крчевине Горње и Крчевине Доње.

## Становништво
Према попису становништва из 1991. године, мјесто је имало 160 становника.
| Националност       | 1991.        | 1981. | 1971. |
| Срби               | 156 (97,50%) |       |       |
| Хрвати             | 1 (0,63%)    |       |       |
| остали и непознато | 3            |       |       |
| Укупно             | 160          |       |       |